# Jan Łaski (1499–1560)

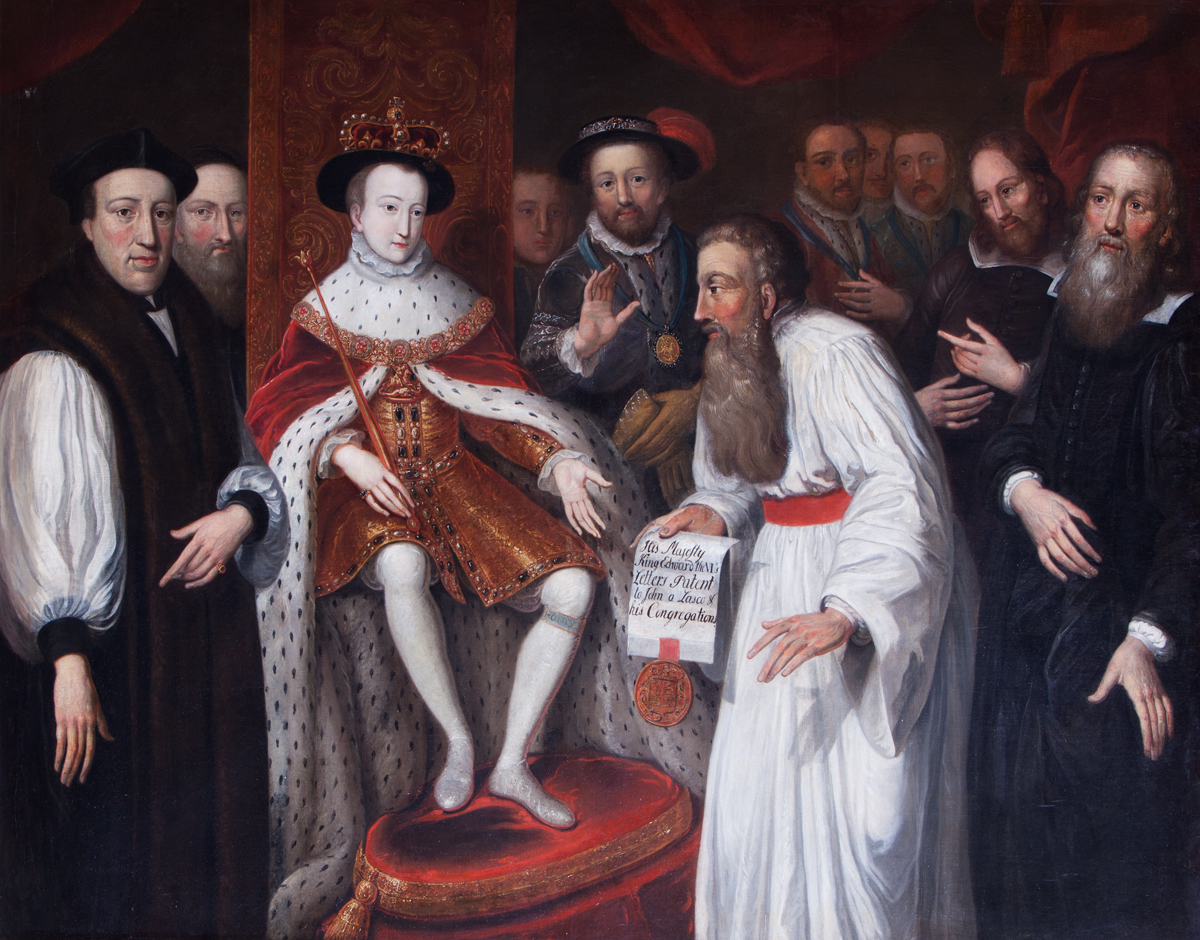
W 1550 roku Jan Łaski został mianowany przez króla Edwarda VI superintendentem zborów cudzoziemskich w Londynie: niderlandzko-niemieckiego, francuskiego i włoskiego. Dla ich potrzeb opracował Łaski wyznanie wiary Confessio Londinensis oraz liturgię i zarys ustroju kościelnego Forma ac ratio tota ecclesiatici ministerii in peregrinorum.
Obraz Johanna Valentina Haidta (1700–1780)
przedstawiający nominację Łaskiego przez króla znajduje się obecnie w zbiorach Westminster College w Cambridge

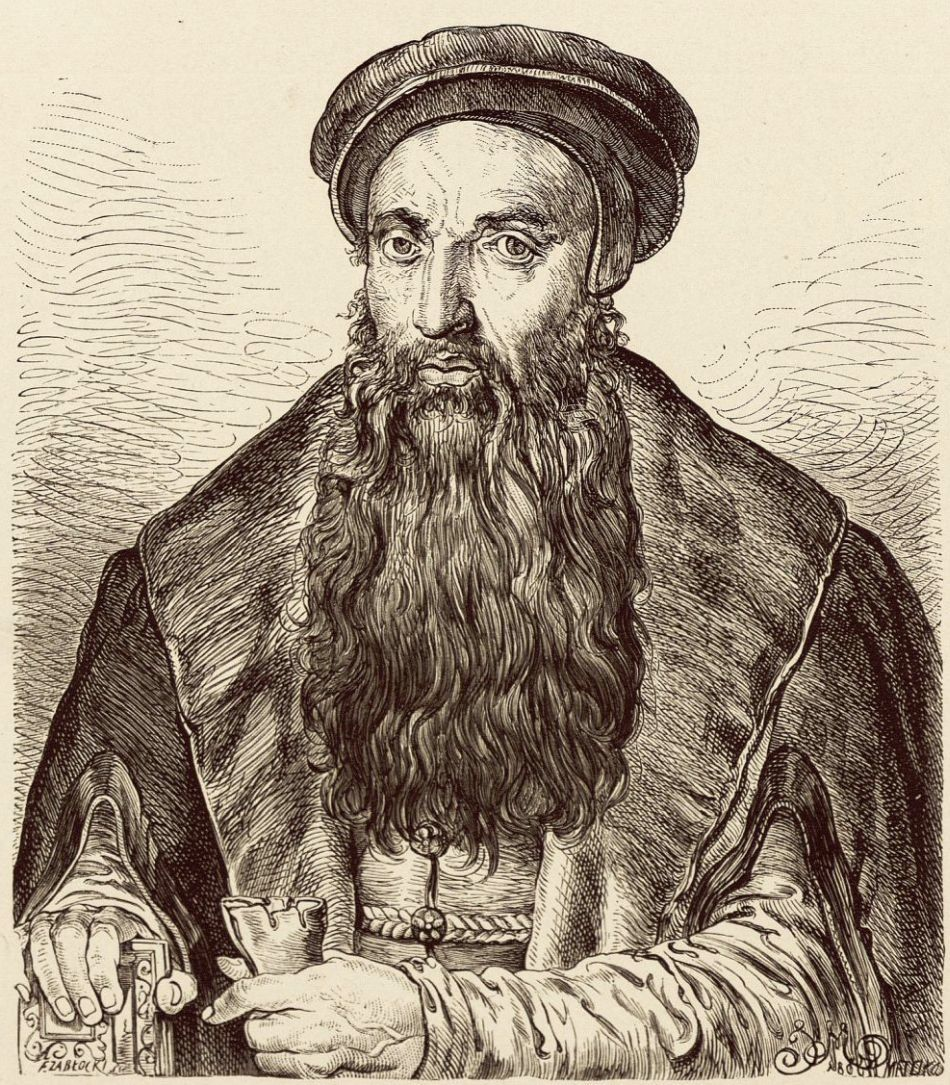
Portret Jana Łaskiego, drzeworyt Feliksa Zabłockiego na podstawie rysunku Jana Matejki

Jan Łaski herbu Korab, znany też jako: Joannes a Lasco, Jan z Łaska, Lascius, (ur. 1499 w Łasku, zm. 8 stycznia 1560 w Pińczowie) – początkowo ksiądz katolicki, proboszcz gnieźnieński i łęczycki, kustosz płocki, archidiakon warszawski, kanonik krakowski, następnie minister (pastor) i teolog ewangelicko-reformowany, najwybitniejszy polski działacz reformacji, humanista, pisarz, tłumacz i dyplomata, sekretarz króla Zygmunta I Starego od 1521 roku. Organizator zborów ewangelickich w Anglii i wschodniej Fryzji, twórca Kościoła kalwińskiego w Polsce. Bratanek prymasa Polski Jana Łaskiego (Starszego). Jedyny polski działacz reformacji o znaczeniu europejskim. Jan Łaski jest zasłużony dla rozwoju polskiego języka literackiego i piśmiennictwa oraz dla rozwoju polskiego humanizmu i tradycji demokratycznych. W 1603 roku jako autor trafił do pierwszego polskiego Indeksu Ksiąg Zakazanych powstałego z inicjatywy biskupa Bernarda Maciejowskiego.

## Życiorys

### Lata nauki i poszukiwań
Urodził się w zamożnej i wpływowej polskiej rodzinie szlacheckiej herbu Korab, jako syn wojewody sieradzkiego Jarosława i Zuzanny z Bąkowej Góry oraz brat dyplomatów Hieronima oraz Stanisława. Nauki zaczął pobierać na dworze swojego stryja, również Jana Łaskiego (1456–1531), kanclerza wielkiego koronnego a później arcybiskupa gnieźnieńskiego i prymasa Polski. W latach 1514–1519 wyjechał na studia, najpierw do Wiednia, a następnie do Włoch, gdzie studiował prawo teologiczne, literaturę starożytną oraz języki (łacina, greka, niemiecki i włoski) na uniwersytetach w Bolonii i Padwie.
Zgodnie z życzeniem stryja, Łaski poświęcił się karierze duchownej, jednak przede wszystkim chciał poznać intelektualne prądy epoki. Z tego powodu w 1525 wyjechał ponownie na Zachód. W Bazylei zaprzyjaźnił się z wybitnym humanistą Erazmem z Rotterdamu, mieszkał w jego domu kilka miesięcy, łożył na jego utrzymanie i w końcu odkupił cenne zbiory biblioteczne Erazma pozwalając mu korzystać z nich do końca życia. Później cały zbiór biblioteczny sprowadził do Polski na polecenie Łaskiego Andrzej Frycz Modrzewski.
Europa Zachodnia znajdowała się w tym czasie w zarzewiu powstającej reformacji i Łaski zaznajomił się z rozmaitymi nurtami ideowymi tej epoki. Poznał wybitnych reformatorów: Huldrycha Zwingliego, Joachima Camerariusa, Johannesa Oecolampadiusa, Alberta Hardenberga, Marcina Bucera i Filipa Melanchtona.

### Duchowny katolicki
Po powrocie do Polski Łaski otrzymał prepozyturę łęczycką, kustodię płocką i probostwo gnieźnieńskie. Następnie został dziekanem gnieźnieńskim i kanonikiem krakowskim. Był także sekretarzem królewskim. Otaczał opieką młodych uczonych polskich, m.in. Andrzeja Frycza Modrzewskiego. Wyjeżdżał wielokrotnie na Zachód.
W 1529 Łaski wyjechał na Węgry jako doradca swego brata Hieronima. Otrzymał od Jana Zapolyi tytularne biskupstwo wespremskie (Veszprém) i podjął pracę w dyplomacji Królestwa Węgier. Państwo to było wówczas rozdarte między Habsburgów i Turcję, a ten wewnętrzny chaos stał się przyczyną kompromitacji i końca kariery Hieronima, a także ruiny finansowej całej rodziny, co skutkowało zahamowaniem kariery duchownej Jana Łaskiego (zamiast arcybiskupem gnieźnieńskim mianowano go tylko archidiakonem i prałatem poznańskim).

### Pastor i działacz reformacji na Zachodzie
W 1540 w Louvain Łaski zawarł małżeństwo z Barbarą, córką kupca lowańskiego (poznaną w chrześcijańskiej wspólnocie „Bracia i Siostry Wspólnego Życia”) i zawiadomił o tym (a także o wystąpieniu z Kościoła katolickiego) biskupa kujawskiego Łukasza Górkę. Natychmiast pozbawiono go dochodów z jego polskich majątków kościelnych. Nagle bez środków do życia, Łaski wrócił do Polski i formalnie odżegnał się od „herezji”, dzięki czemu przywrócono mu dochody. Posunięcie to, jakkolwiek je tłumaczyć, świadczy o jego niekonsekwencji i chwiejności w obliczu trudności, (oczekiwanie na inne źródło utrzymania oraz pilne potrzeby wsparcia brata – Hieronima).
W maju 1540 Łaski wyjechał do Niemiec. 3 lata później otrzymał od regentki Wschodniej Fryzji Anny Oldenburskiej nominację na stanowisko efora wszystkich kościołów tego państwa i proboszcza parafii w Emden. Łaski stał się duchownym ewangelickim i pionierem reformacji we Fryzji, umiejętnie prowadząc działalność misyjną między naciskami ze strony katolików i anabaptystów. Łaski napisał swój manifest teologiczny Epitome oraz opracował katechizm. Odniósł sukces, eliminując katolicyzm z terenu księstwa.
Na zaproszenie arcybiskupa Tomasza Cranmera, 7 lat później Łaski wyjechał do Anglii, która właśnie reorganizowała w duchu protestanckim swój narodowy Kościół anglikański. 24 lipca 1550 roku król Edward VI nadał Łaskiemu tytuł superintendenta (biskupa) zborów dla cudzoziemców-protestantów, uciekających do Anglii przed prześladowaniami.
Wkrótce Łaski zaczyna toczyć spór z Kościołem anglikańskim o zwierzchnictwo nad swoimi zborami. Do tego dołączają się konflikty doktrynalne i narodowościowe w łonie samych zborów. Aby je zażegnać, Łaski napisał w 1551 wspólne wyznanie wiary „Confessio Londinensis”, które celowo pomijało milczeniem drażliwą kwestię sakramentów.
Po uporaniu się z kwestiami doktrynalnymi, Łaski przystąpił do energicznej organizacji zborów (w duchu kalwińskim, prezbiterialnym), której program przedstawił w dziele Kształt i sposób całkowity służby kościelnej w kościele cudzoziemskim ustanowionym w Londynie, zadedykowanym królowi Polski (1555). W tym wysiłku dopomogło Łaskiemu jego doświadczenie jako pastora we Fryzji. Dzieło to zawierało również polemikę Łaskiego z luterańskimi pastorami – Johannem Timannem oraz Joachimem Westphalem.
Łaski unikał narzucania swoich poglądów i zawsze starał się o ich zaakceptowanie przez parafian. Demokratyzacja życia religijnego była jednym z priorytetów Łaskiego - starał się wykorzenić hierarchiczny model funkcjonowania Kościoła katolickiego. Na tym tle dochodziło do konfliktów z duchownymi anglikańskimi, których raził także kalwiński rygoryzm moralny: surowa dyscyplina oraz skromność duchowieństwa i wiernych - a także nowatorstwo Łaskiego: sprzeciw wobec używania szat liturgicznych, ozdób i ołtarza w kościołach.
Łaski naczelną zasadą uczynił równość wszystkich członków zboru, bez względu na ich pochodzenie czy pozycję społeczną.
Był też pierwszym, który wprowadził uroczystość konfirmacji młodzieży protestanckiej.
Łaski napisał także własny katechizm, który później stał się podstawą „Katechizmu Heidelberskiego”, obowiązującego w Kościele ewangelicko-reformowanym.
Aktywnie działał także w Kościele anglikańskim: rozprawa Brevis et dilucida de Sacramentis ecclesiae Christi tractatio podkreślała potrzebę odcięcia się od tradycji katolickiej w kwestii sakramentów: Łaski uznawał za sakramenty jednoznacznie opisane w Nowym Testamencie jako ustanowione przez Jezusa: Eucharystię i chrzest. Jako członek komisji ds. rewizji praw kościelnych, Łaski w wielkim stopniu przyczynił się do „protestantyzacji” Kościoła anglikańskiego i stworzył podstawy dla późniejszego ruchu purytańskiego w Anglii.
Łaski był także energicznym dyplomatą, działającym na dworze księcia Prus Albrechta i innych książąt niemieckich, w celu stworzenia wielkiej koalicji przeciwko papieżowi i cesarzowi, która jednak nie doszła do skutku.

### Działalność w Polsce

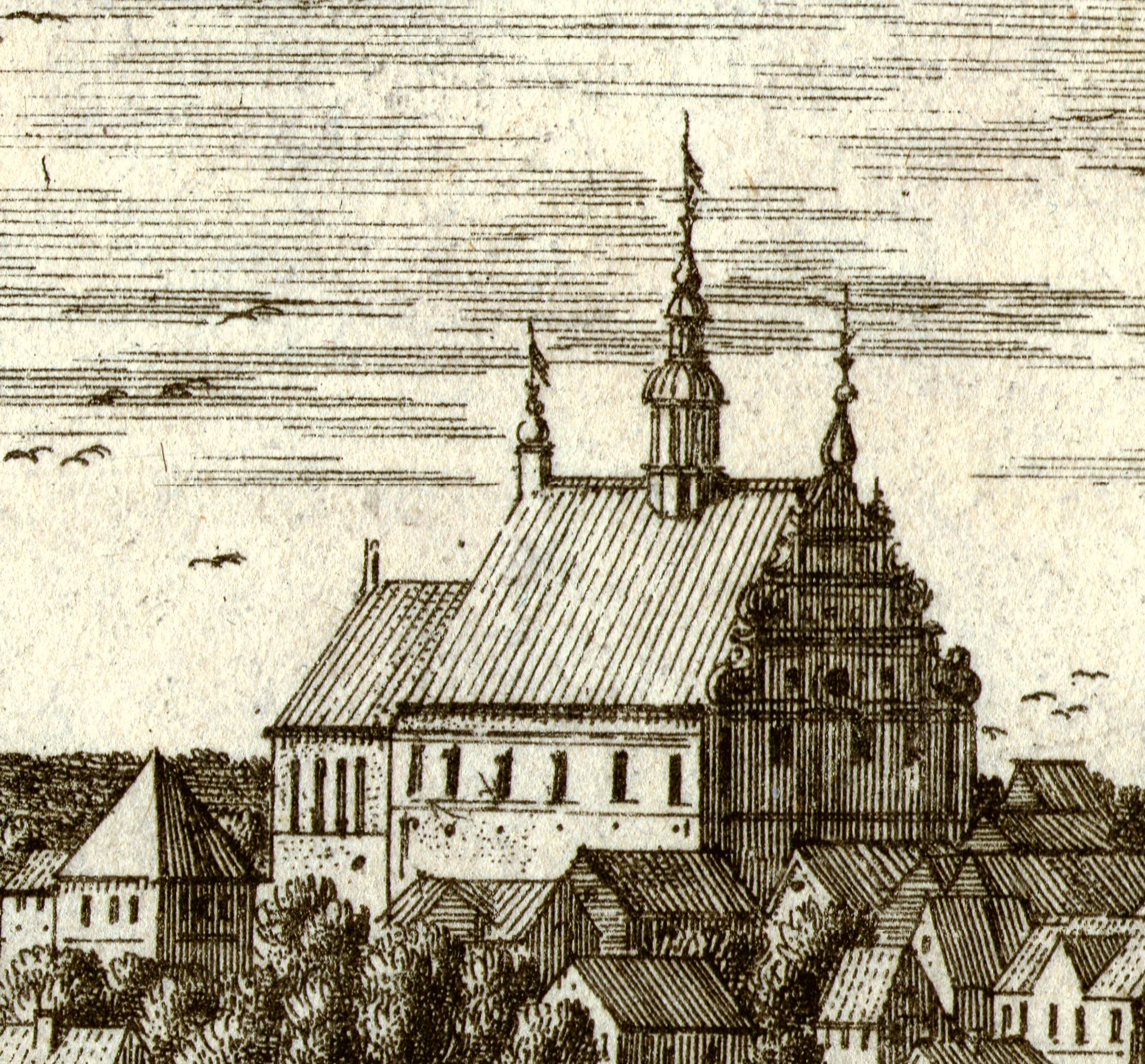
Jan Łaski został pochowany 29 stycznia 1560 w dawnym kościele klasztornym paulinów w Pińczowie, zamienionym dziesięć lat wcześniej przez Mikołaja Oleśnickiego na zbór kalwiński, pod głównym ołtarzem. Jego grób przykrywała marmurowa płyta, na której umieszczono epigram autorstwa Andrzeja Trzecieskiego:
Tu leży Łaski; razem z nim złożono by tu i pobożność, gdyby i ona mogła kiedyś umrzeć.

W 1553 Łaski musiał opuścić Anglię podczas trwania represji przeciwko protestantom rozpętanych przez królową Marię Tudor (zwaną „Krwawą Mary”). Zachęcony wieściami o postępach reformacji w Polsce, Łaski po 17 latach (w 1556) wrócił do ojczyzny, gdzie jako „arcykacerza” przywitała go wrogość katolickiego duchowieństwa, które podjęło zabiegi o wydalenie go z Polski. Król Zygmunt II August zezwolił mu jednak na pozostanie oraz na prywatne spotkania i zjazdy ze szlachtą i ministrami. Polscy protestanci powitali Łaskiego z radością i wiarą w jego doświadczenie i zdolności organizacyjne.
Łaski wiedział, iż aby podważyć silną pozycję polskiego Kościoła katolickiego, należy uzyskać poparcie króla. Snuł koncepcje przekształcenia kościoła w Polsce w kościół państwowy w oparciu o władzę królewską. Jednak ostatecznie do konwersji Zygmunta II Augusta nie doszło. Wówczas Łaski postanowił połączyć wszystkich protestantów polskich w jedną silną organizację. Plan nie powiódł się, wobec oporu polskich luteranów. Łaski osiadł w Pińczowie, skąd kierował polskimi reformowanymi. Na początek zajął się reorganizacją zborów małopolskich: wprowadził swój kalwiński katechizm i strukturę synodalno-prezbiterialną, uprościł liturgię.
Starał się mocniej związać szlachtę z Kościołem, przez nadanie jej obowiązku materialnego wsparcia i oddanie całkowitej kontroli nad finansami zboru. Określił także ściśle kryteria kwalifikacji pastorów i warunki ich kształcenia. Podniósł szkołę ewangelicką w Pińczowie do poziomu gimnazjum, z zamiarem uczynienia z niej akademii. Rozwijał ożywioną działalność misyjno-propagandową, czego rezultatem było trzykrotne zwiększenie liczby zborów. Prawdopodobnie brał udział w tłumaczeniu Biblii na język polski (została wydana w 1563 roku w Brześciu Litewskim, jako tzw. Biblia brzeska albo Biblia Radziwiłłowska – od wydawcy Mikołaja Radziwiłła Czarnego). Działalność Łaskiego przerwała śmierć w 1560. Został pochowany w Pińczowie, w ówczesnym kościele kalwińskim (obecnie kościół katolicki pw. św. Jana).

### Upamiętnienie w Polsce i na świecie
Dowodem estymy, jaką Łaski cieszył się w Genewie, jest fakt zamieszczenia jego podobizny w dziele „Icônes”, wydanym w 1580 r. przez Teodora Bezę, a zawierającym wizerunki najwybitniejszych ówczesnych przywódców reformacji. Osoba Łaskiego, podpisana w formie łacińskiej jako Joannes a Lasco, znalazła się również wśród innych czołowych postaci światowej Reformacji na odsłoniętym w 1917 r. w Genewie Pomniku Reformacji.

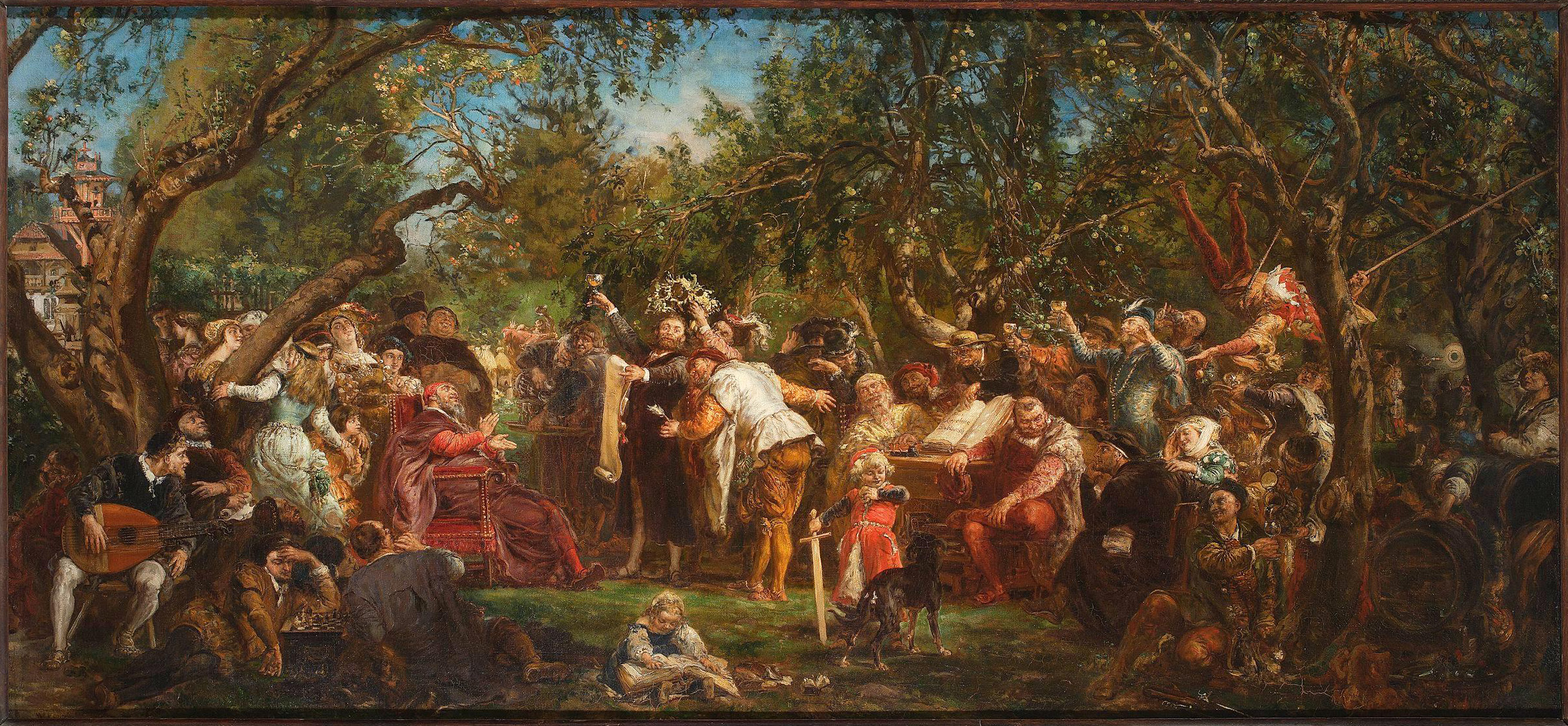
Jan Matejko Rzeczpospolita Babińska, 1881, Muzeum Narodowe w Warszawie, na obrazie Stanisław Pszonka w koronie ze słoneczników, arcybiskup gnieźnieński Mikołaj Dzierzgowski siedzi w fotelu, poeta i sekretarz królewski Andrzej Trzecieski z piórem w ręku obok Pszonki, wojewoda lubelski Piotr Firlej siedzi przy stoliku, Andrzej Frycz Modrzewski siedzi obok Firleja, Piotr Kaszowski w słomianym kapeluszu, Mikołaj Rej wsparty o stolik, ksiądz i pisarz Stanisław Orzechowski rozmawia z Rejem, jego żona Magdalena Chełmska huśta się obok, lutnista królewski Valentin Bakfark i lekarz-filozof Sebastian Petrycy siedzą na lewo pod drzewem, Jan Kochanowski z kronikarzem Marcinem Bielskim grają w szachy, heraldyk Bartosz Paprocki siedzi roześmiany za grającymi w szachy, ze wzniesionymi kielichami stoją magnaci: Jan Łaski, Mikołaj Oleśnicki i stolnik sandomierski Stanisław Lupa Podlodowski

W XVIII wieku z polecenia przywódcy braci morawskich w Anglii hrabiego Nikolausa von Zinzendorfa Johan Valentin Haidt namalował obraz przedstawiający nominację Łaskiego na superintendenta zborów cudzoziemskich. Łaski i jego angielska wspólnota uznawani byli przez Zinzendorfa za poprzedników braci morawskich, co znalazło odzwierciedlenie w przedstawieniu Łaskiego w XVIII-wiecznym stroju liturgicznym prezbitera tej wspólnoty. Obraz ten przez wiele lat był centralnym obrazem wiszącym na wielkiej klatce schodowej Lindsey House, przekazanego wspólnocie przez Zinzendorfa.
Jego imieniem nazwana została Biblioteka Kościoła ewangelicko-reformowanego w Emden oraz Wyższe Seminarium Teologiczne Kościoła Ewangelicko-Metodystycznego w Polsce.
Uwieczniony m.in. na obrazie Jana Matejki pt. Rzeczpospolita Babińska.

W 1998 r. Narodowy Bank Polski z okazji 500. rocznicy urodzin Jana Łaskiego wyemitował upamiętniającą go srebrną monetę kolekcjonerską o nominale 10 złotych oraz towarzyszącą jej monetę okolicznościową ze stopu nordic gold o nominale 2 złotych.

## Twórczość

### Dzieła
- Catechismus maior, powst. prawdopodobnie w 1546, wyd. Londyn 1551 (edycja nieznana); przekł. holenderski pt. De Catechismus, Londyn 1551; wyd. następne: Londyn 1553, Emden 1558, 1563 (edycja nieznana)
- Catechismus minor, Emden 1554; wyd. następne pt. Catechesis ecclesiae Emdanae, Emden 1566, 1630, Groningen 1650; przekł. holenderski pt. Catechismus effte kinderlehre, Emden 1554, Emden 1717, (w latach następnych wielokrotnie przedrukowywane); przekł. niemiecki przy wyd. Groningen 1650
- Forma ac ratio tota ecclesiastici ministerii in peregrinorum, potissimum vero Germanorum ecclesia, instituta Londini in Anglia, per... regem Edvardum eius nominis Sextum anno post Christum natum 1550 (dedykacja dat. z Frankfurtu 6 września 1555)[14]
- Assavoir s'il est licité à l’homme chrétien, wyd. w: Les Conseils et advis des plusieurs excellens et savans personnages sur le fait des temporiseurs, Genewa 1556
- Epistolae tres lectu dignissimae de recta et legitima ecclesiarum bene instituendarum ratione ac modo, ad... regem Poloniae, senatum reliquosque ordines, Bazylea 1556, drukarnia J. Oporinus[15]

### Przekłady
- Biblia święta, to jest Księgi Starego i Nowego Zakonu, Brześć 1563, drukarnia B. Wojewódka, (J. Łaski należał do grona tłumaczy Biblii brzeskiej)

### Wydania zbiorowe
- Opera tam edita, quam inedita recensuit, vitam auctoris enarravit, A. Kuyper, t. 1-2, Amsterdam 1866[16][17]
- Lasciana, nebst den ältesten evangelischen Synodalprotokollen Polens, 1555-1561, wyd. H. Dalton, Berlin 1898, Beiträge z. Geschichte d. Evangelischen Kirche in Russland nr 3, (tu utwory pomniejsze)

### Listy i materiały
- 134 listy do różnych osób, wyd. A. Kuyper Opera tam edita, quam inedita recensuit, vitam auctoris enarravit, t. 1-2, Amsterdam 1866
- 107 listów z lat 1515–1558 do różnych osób, m.in. do: księcia Albrechta, B. Amerbacha, królowej Bony, J. i S. Bonerów, H. Bullingera, J. Deciusa, Ferdynanda króla węgierskiego, Ł. Górki, Jana króla węgierskiego, J. Kalwina, A. Krzyckiego, J. Latalskiego, J. Łaskiego, F. Melanchtona, A. Frycza Modrzewskiego, J. Tarnowskiego, A. i J. Tęczyńskich, P. Tomickiego, Wilhelma i Ludwika książąt bawarskich, G. Zanchiego, Zygmunta Augusta; wyd. H. Dalton Lasciana, nebst den ältesten evangelischen Synodalprotokollen Polens, 1555-1561, Berlin 1898, Beiträge z. Geschichte d. Evangelischen Kirche in Russland nr 3
- 8 listów dat. w Krakowie 1533, do: P. Tomickiego (3 lutego), M. Acuto (6 marca), M. Wolskiego (7 maja), Erazma z Rotterdamu (ok. 25 sierpnia), S. Broderica (27 sierpnia), Jana Zapolyi (27 sierpnia), A. Krzyckiego (10 września), K. Opalińskiego (12 października) oraz listy z 1534; wyd.: Acta Tomiciana, t. 15 (1957) – t. 16 cz. 2 (1961); uprzednio wyd. – z wyjątkiem listu ostatniego – wyd. H. Dalton Lasciana, nebst den ältesten evangelischen Synodalprotokollen Polens, 1555-1561, Berlin 1898, Beiträge z. Geschichte d. Evangelischen Kirche in Russland nr 3
- 6 listów: do kapituły gnieźnieńskiej, Kraków, 9 czerwca 1535; do F. Melanchtona, 31 lipca 1535; poświadczenie odbioru księgozbioru Erazma z Rotterdamu, Kraków, 15 kwietnia 1537; do pastorów w Emden, Frankfurt, 10 lipca 1556; do J. Czernego, Wlodzisław, 29 lipca 1557; do J. Izraela, Pińczów, 3 grudnia 1557; wyd. H. Dalton „Miscellaneen zur Geschichte der evangelischen Kirche in Russland nebst Lasciana neue Folge”, Berlin 1905, Beiträge z. Geschichte d. Evangelischen Kirche in Russland nr 4
- Do F. Melanchtona, dat. w maju 1531, wyd. H. Dalton Evangelisch-Reformierten Blätter (Praga) 1892, nr 11, s. 129
- Do Ottheinreicha, dat. 1555, wyd. J. Dunin-Borkowski „Mittheilungen aus dem Reichsburggräflich Dohnaschen Archiv zu Schlobitten”, Zeitschrift f. Kirchengeschichte, t. 19 (1899), s. 453
- Do H. Bullingera, Frankfurt n. M., 19 marca 1556, wyd. T. Wierzbowski Materiały do dziejów piśmiennictwa polskiego, t. 1, Warszawa 1900, s. 100-101
- Do J. Czernego i braci, Pińczów, 29 czerwca 1557; do J. Izraela, Pińczów, 3 grudnia 1557; wyd. K. Miaskowski „Vier ungedruckte Briefe von und an Johannes Łaski”, Zeitschrift d. Historischen Gesellschaft f. d. Provinz Posen, t. 16 (1901)
- Do J. Kalwina, dat. z Osieczna 5 sierpnia 1558, wyd. w: J. Kalwin „Opera”, t. 17, Halle 1877, Corpus Reformatorum, t. 46
- Do G. Zanchiego, wyd.: G. Zanchi Epistolae, t. 2, s. 230
- 3 listy J. Łaskiego oraz liczne listy od różnych osób (m.in. od: B. Amerbacha, T. bibliandera, H. Bullingera, K. Crucigera, C. Curiona, A. Frycza Modrzewskiego, J. Oporina, P.P. Vergeriusa), wyd. S. Gabbema Epistolarum ab illustribus et claris viris scriptarum centuriae tres, Harlingae Frisiorum (Harlem) 1664
- Od Erazma z Rotterdamu: Bazylea, 27 sierpnia 1528; 5 marca 1534; Fryburg, 21 marca 1535; od Tranquillusa Andronicusa, Konstantynopol, 17 czerwca 1530; od J. Struśka, Łowicz, 1 czerwca 1531; od F. Melanchtona, dat. w maju 1534 i (w Krakowie) 31 sierpnia 1535; wyd. T. Wierzbowski Materiały do dziejów piśmiennictwa polskiego, t. 1, Warszawa 1900, s. 37-45, 50-51
- Od Erazma z Rotterdamu, 21 marca 1533, oraz odpowiedź J. Łaskiego, dat. prawdopodobnie w Krakowie ok. 25 sierpnia 1533, wyd.: H.M. Allen, H.W. Garrod Opus epistolarum Des. Erasmi Roterodami denuo recognitum et auctum per P. S. Allen, t. 10 (1532–1534), Oxonii (Oxford) 1941, s. 179-181 nr 2780, s. 293-296 nr 2862; inne wydania zob.: H. Dalton, Berlin 1898, Beiträge z. Geschichte d. Evangelischen Kirche in Russland nr 3
- Od J. Mączyńskiego, 31 grudnia 1546, wyd. T. Wotschke „Herzog Albrechts Briefe an J. Laski”, Altpreussische Monatsschrift, t. 45 (1908), s. 467-470
- Od M. Czerwenki, 6 sierpnia 1557; od J. Izraela, 18 października 1557, wyd. K. Miaskowski „Vier ungedruckte Briefe von und an Johannes Łaski”, Zeitschrift d. Historischen Gesellschaft f. d. Provinz Posen, t. 16 (1901)
- Od H. Bullingera, Zurych: 6 listopada 1557 i 17 marca 1558; wyd. w: J. Kalwin „Opera”, t. 16, Halle 1877, Corpus Reformatorum, t. 17, t. 44, t. 46
- Od H. Bullingera, Zurych, 6 listopada 1558, wyd. Fueslin Epistolae, s. 411 nn.
- Od G. Zanchiego, brak daty, wyd.: G. Zanchi Epistolae, t. 2, s. 234
- Od G. Zanchiego, brak daty, wyd.: G. Zanchi Opera, t. 8, Genewa 1617–1619, s. 358; przedr. w: J. Kalwin „Opera”, t. 17, Halle 1877, Corpus Reformatorum, t. 46
- Praesentatio ad praeposituram Lanciciensem, dat. w Krakowie 26 kwietnia 1525, wyd. T. Wierzbowski Materiały do dziejów piśmiennictwa polskiego, t. 1, Warszawa 1900, s. 35
- Praesentatio ad praeposituram ecclesiae metropolitanae Gnesnensis, dat. w Krakowie 6 listopada 1526, wyd. T. Wierzbowski Materiały do dziejów piśmiennictwa polskiego, t. 1, Warszawa 1900, s. 35-36
- Receptio... ad archidiaconatum Varschoviensem, dat. w Warszawie 28 marca 1538, wyd. T. Wierzbowski Materiały do dziejów piśmiennictwa polskiego, t. 1, Warszawa 1900, s. 66-67
- Akt „przysięgi oczyszczającej”, dat. w Krakowie 6 lutego 1542, wyd. J. Fijałek Akt „przysięgi oczyszczającej” J. Łaskiego w Krakowie z dnia 6 lutego 1542 r. Z aktów biskupich Konsystorza Krakowskiego w: Reformacja w Polsce 1922
- Piotr Statoriusz In... Joannis a Lasco obitum funebris oratio, wygł. 29 stycznia 1560, wyd. Pińczów 1560, drukarnia Daniel z Łęczycy
- 28 listów zawierających materiały dot. Łaskiego, pisane przez rozmaite osoby, wyd. T. Wotschke „Der Briefwechsel der Schweizer mit den Polen”, Archiv f. Reformationsgeschichte, Ergänzungband 3 (1908):
  - H. Bullingera: do A. Dłuskiej, Zurych, 14 maja 1557; do F. Lismanina, Zurych, 25 października 1557; do J. Lusińskiego, Zurych, 27 maja 1560
  - J. Burchera do H. Bullingera: Pińczów, 6 listopada 1557; Kraków: 16 marca i 30 listopada 1558
  - A. Dudycza do T. Bezy, Wrocław, 12 czerwca 1580
  - F. Lismanina: do H. Bullingera, Zurych 1557; Pelesznica 20 listopada 1558; Kraków, 3 listopada 1560; do R. Gualthera, Kraków, 10 marca 1559; do J. Wolfa, Kraków, 28 grudnia 1561
  - J. Łasickiego do J. Wolfa, Heidelberg, Wielkanoc 1570
  - S. Sarnickiego do H. Bullingera, Kraków, 28 września 1561
  - F. Susligi do H. Bullingera, P. Fagiusa i M. Butzera, dat. maj-wrzesień 1549
  - Strasburczyków do Małopolan, dat. Argentine 10 maja 1560
  - 4 listy J. Wolfa do F. Lismanina, dat. w Zurychu w czerwcu 1556
- J. Burcher do H. Bullingera, dat. w Krakowie 16 lutego 1558, wyd. w: J. Kalwin „Opera”, t. 17, Halle 1877, Corpus Reformatorum, t. 46, (zob. też: O. Bartel Jan Łaski, cz. 1: 1499–1556, Warszawa 1955